# 마티외 드미
마티외 드미(프랑스어: Mathieu Demy, 1972년 10월 15일 ~ )는 프랑스의 영화 감독, 배우, 영화 각본가이다. 영화 감독 자크 데미와 영화 감독 아녜스 바르다의 아들이다. 영화 《아메리카노》, 《스튜던트 서비스》, 《막스와 레니》 등 여러 작품에서 연출이나 연기를 했다.

## 배우 출연
- 스튜던트 서비스
- 톰보이 - 아버지 역